# Eremiascincus musivus
Eremiascincus musivus là một loài thằn lằn trong họ Scincidae. Loài này được Mecke, Doughty & Donnellan mô tả khoa học đầu tiên năm 2009.